# Marieke, Marieke
Pour les articles homonymes, voir Marieke.
Pour plus de détails, voir Fiche technique et Distribution.
Marieke, Marieke est un film dramatique belge réalisé par Sophie Shouckens, sorti en 2010.  

## Synopsis
Marieke veut vivre sa vie. Mais comment s'y prendre quand autour d’elle, tous les liens d’amour sont brisés ? Elle cherche refuge dans les bras d’hommes plus âgés pour avoir la force d’affronter le passé et enfin être elle-même.
Marieke a 20 ans. Elle vit avec sa mère, Jeanne, une femme incapable d'éprouver des sentiments depuis la mort de son mari. La journée Marieke est employée dans une chocolaterie. La nuit, elle s’évade et rencontre des hommes âgés. Avec eux, elle se sent forte et libre.
Jacoby, éditeur vivant à l'étranger, vient rechercher le dernier manuscrit du père de Marieke. Il brise son équilibre fragile. La mère fait tout pour empêcher Jacoby de s’approcher d’elle et de sa fille. Elle craint qu’il ne révèle à Marieke le secret qu’elle a réussi à occulter toutes ces années.
Marieke tombe amoureuse de Jacoby. Mais meurtrie par la révélation des circonstances de la mort de son père, elle va au bout de son désespoir.
Trouvera-t-elle la force d'affronter sa propre vie ?

## Fiche technique
- Titre : Marieke, Marieke
- Langue originale : français
- Réalisatrice : Sophie Schouckens
- Scénariste : Sophie Schouckens
- Sociétés de production : SOPHIMAGES, SOS FILMS, PALLAS FILMS
- Producteurs délégués : Jan Roekens & Sophie Schoukens (BE) / Karl Baumgartner & Thanassis Karathanos (DE)
- Producteur associé : Jean-Luc Ormières
- Directeur de la photographie : Alain Marcoen
- Décoratrice : Astrid Poeschke
- Monteur : Peter Woditsch
- Musique : Marieke, Marieke chanté par Jacques Brel, musique originale par Jeff Mercelis

## Acteurs
- Hande Kodja : Marieke
- Jan Decleir : Jacoby
- Barbara Sarafian : Jeanne
- Jean-Michel Vovk  : Joseph

## Partenaires
Avec le support et en collaboration avec le programme Nipkow à Berlin, la Fédération Wallonie-Bruxelles, ING, le Vlaams Audiovisueel Fonds, MEDIA, MDM et Mitteldeutsche Medienförderung.